# Saint-Christophe (Vienne)
Saint-Christophe é uma comuna francesa na região administrativa da Nova Aquitânia, no departamento de Vienne. Estende-se por uma área de 15,2 km². Em 2010 a comuna tinha 308 habitantes (densidade: 20,3 hab./km²).